# Авианесущий крейсер
Авианесу́щий кре́йсер (англ. aviation cruiser, aircraft cruiser, carrier cruiser, seaplane cruiser) — разнородная по своим характеристикам группа кораблей, сочетающая в себе элементы крейсерского вооружения (артиллерия; противолодочные, зенитные, противокорабельные ракетные комплексы) и авиационное вооружение.
К авианесущим крейсерам можно отнести следующие типы кораблей:
- крейсера 1930-х годов, оборудованные для базирования гидросамолётов (шведский крейсер «Готланд», японский крейсер «Могами»);
- крейсера-вертолётоносцы, строившиеся в 1960-х годах (советские «Москва» и «Ленинград», французский крейсер «Жанна д’Арк», итальянские «Андреа Дориа» и «Витторио Венето»);
- тяжёлые авианесущие крейсера (ТАКР, ТАВКР), строившиеся в СССР с 1970-х годов («Киев», «Минск», «Новороссийск», «Адмирал Горшков», «Адмирал Кузнецов», недостроенные «Варяг» и «Ульяновск»);
- итальянский авианесущий крейсер «Джузеппе Гарибальди» (вошёл в строй 30 сентября 1985 г.);
- японские эскадренные миноносцы-вертолётоносцы типа «Хюга» (в строй вошли два корабля 18 марта 2009 г. и 14 марта 2011 г.).

С некоторой натяжкой к авианесущим крейсерам можно отнести несколько типов кораблей, которые никогда официально так не именовались, однако обладали признаками авианесущего крейсера:
- крейсера, которые в 1920—1930-е годы по каким-либо причинам были перестроены в авианосцы, но сохранявшие (по крайней мере некоторое время) артиллерийское вооружение (английский авианосец «Фьюриес», американские «Лексингтон» и «Саратога», японские «Акаги» и «Кага»[источник не указан 2165 дней]);
- английские авианосцы типа «Инвинсибл», которые в процессе проектирования именовались крейсерами со сплошной палубой (англ. trough-deck cruiser), однако после вступления в строй классифицируются как лёгкие авианосцы. Первоначально эти корабли были вооружены ЗРК «Си Дарт» средней дальности, что по классификации НАТО 1970-х годов являлось признаком ракетного крейсера.

В настоящее время практически на всех боевых кораблях от корвета и выше базируется небольшое количество противолодочных и поисково-спасательных вертолётов. Поэтому с авианесущими крейсерами не следует путать современные крейсера (типов «Киров», «Слава», «Тикондерога»), которые в качестве штатного вооружения несут 1—3 вертолёта.

## Советские авианесущие крейсера

### Терминология
Одной из причин, почему советские авианосцы назывались «авианесущими крейсерами», был запрет, накладываемый конвенцией Монтрё 1936 года на проход авианосцев через проливы Босфор и Дарданеллы. Поскольку верфь, где строились все крупные советские корабли, находилась в Николаеве, то построенные там авианосцы оказывались запертыми в Чёрном море, не представляя особой ценности для Советского флота.
Конвенция Монтре разрешает проводить через черноморские проливы только лёгкие и вспомогательные надводные военные корабли (водоизмещением до 10 000 т) при условии, что их суммарное водоизмещение ограничено 15 000 т. Черноморским государствам (Болгария, Румыния и СССР/Россия) предоставлены особые права на провод через проливы военных кораблей иных типов (капитальные корабли и подводные лодки) сверх норм, установленных для других государств. Согласно статье 11, при условии предуведомления турецкого правительства, черноморские государства могут проводить через проливы капитальные корабли любого водоизмещения:
Статья 11. Черноморские государства могут проводить через проливы капитальные корабли с тоннажем, превышающим ограничения, предусмотренные первым параграфом статьи 14, при условии, что они будут проходить в одиночку, эскортируемые не более чем двумя эсминцами.
Оригинальный текст (англ.)Article 11. Black Sea Powers may send through the Straits capital ships of a tonnage greater than that laid down in the first paragraph of Article 14, on condition that these vessels pass through the Straits singly, escorted by not more than two destroyers.
В приложении II к конвенции даётся определение капитального корабля и авианосца:
B. КАТЕГОРИИ
(1) К капитальным кораблям относятся корабли следующих двух подкатегорий:
(a) Надводные военные корабли, исключая авианосцы, вспомогательные корабли и корабли, попадающие в подкатегорию (b), стандартное водоизмещение которых превышает 10 000 т (10 160 метрических тонн) или несущие орудия калибра более 8 дюймов (203 мм);
(b) Надводные военные корабли, исключая авианосцы, стандартное водоизмещение которых не превышает 8 000 т (8 128 метрических тонн) и которые несут орудия калибра более 8 дюймов (203 мм).
(2) Авианосцы — это военные корабли, независимо от водоизмещения, построенные или переоборудованные главным образом для действий авиации. Если действия авиации не является их главным назначением, эти корабли не должны классифицироваться как авианосцы, даже при наличии полётной палубы.
Оригинальный текст (англ.)B. CATEGORIES
(1) Capital Ships are surface vessels of war belonging to one of the two following sub-categories:
(a) Surface vessels of war, other than aircraft-carriers, auxiliary vessels, or capital ships of sub-category (b), the standard displacement of which exceeds 10,000 tons (10,160 metric tons) or which carry a gun with a calibre exceeding 8 in. (203 mm.);
(с) Surface vessels of war, other than aircraft-carriers, the standard displacement of which does not esceed 8,000 tons (8,128 metric tons) and which carry a gun with a calibre exceeding 8 in. (203 mm.).

(2) Aircraft-Carriers are surface vessels of war, whatever their displacement, designed or adapted primarily for the purpose of carrying and operating aircraft at sea. The fitting of a landing on or flying off deck on any vessel of war, provided such vessel has not been designed or adapted primarily for the purpose of carrying and operating aircraft at sea, shall not cause any vessel so fitted to be classified in the category of aircraft-carriers.
В приведённых цитатах отсутствует явный запрет на проход авианосцев для черноморских государств. Однако советские авианесущие крейсера, вооружённые мощным ракетным оружием, нельзя было однозначно отнести в категорию авианосцев.
Были и другие причины, по которым применялся термин «авианесущий крейсер»:
- Существовал советский идеологический штамп «Авианосец — оружие агрессии». Поскольку СССР провозглашал миролюбивый курс своей внешней политики, наличие авианосцев в собственном флоте было идеологически нежелательно;
- Согласно советской военной доктрине, авианосец не являлся самостоятельной ударной силой, как в США, а предназначался для воздушного прикрытия других кораблей. С этой точки зрения выделение авианосцев в отдельный класс кораблей выглядело нелогичным[1];
- Советские авианесущие крейсера были оснащены ракетным оружием (зенитные, противолодочные, противокорабельные ракетные комплексы), характерным для советских ракетных крейсеров. Это действительно были ракетные крейсера, которые дополнительно несли несколько десятков самолётов и вертолётов.

### История
Советская авианосная программа началась с большим опозданием по сравнению с другими развитыми странами. Первая реальная возможность строительства авианосцев появилась в СССР в конце 1930-х годов, после проведения индустриализации. В это время морская авиация зарубежных стран уже вступала в пору зрелости. И. В. Сталин воспользовался открывшейся возможностью, и в 1930-х годах началась разработка двух авианосцев. Однако начало войны заставило СССР отложить эти работы в пользу более насущных задач.
В первое послевоенное время изучение американского опыта применения авианосцев в Тихом океане породило планы строительства авианосного флота, однако огромные затраты на восстановление страны заставили отложить эти планы. Усиление советских сухопутных сил в Европе было более насущной задачей, чем развитие морской авиации. Тем не менее, быстро восстановившись после войны, СССР ещё в конце 1940-х годов начал проектирование новых типов авианосцев.
Однако этим планам не дано было осуществиться. Со смертью И. В. Сталина в 1953 году к власти пришёл Н. С. Хрущёв, который негативно относился к развёртыванию обычных вооружённых сил. Это делало авианосцы объектом номер один для сокращения ассигнований. В условиях, когда в 1959 году Н. С. Хрущёв объявил о сокращении армии (демобилизации 1,2 млн солдат и офицеров), затраты на проектирование авианосцев выглядели нежелательными. Даже после 1960 года, когда началось увеличение армии, Хрущёв оставался противником авианосцев.

### Противолодочные крейсера проекта 1123
С уходом Н. С. Хрущёва и дальнейшим наращиванием военной мощи СССР при Л. И. Брежневе, на Южной верфи в Николаеве (верфь № 444) были заложены первые советские «авианосцы» — вертолётоносцы проекта 1123. Головной корабль, получивший название «Москва», был спущен на воду в 1965 году и спустя два года вошёл в строй. За «Москвой» в конце 1968 году последовал «Ленинград». Оба корабля, классифицированные как противолодочные крейсера, имели обычную силовую установку.
Это были корабли, предназначенные для уничтожения атомных подводных лодок. Корабельное противолодочное оружие состояло из пусковой установки для 450-мм ракетоторпед (могли нести также 5-кт атомную боеголовку), двух противолодочных бомбомётов РБУ-6000 и торпедных аппаратов. Для самообороны корабль имел два ЗРК с боезапасом 48 ракет и два 57-мм/80 орудия. Буксируемый сонар действовал совместно с вертолётными ГАС.
Крейсера типа «Москва» не были настоящими авианосцами, поскольку их авиагруппа состояла только из вертолётов. Тем не менее, в 1972 году на крейсере «Москва» проводились успешные экспериментальные полёты самолёта с вертикальным взлётом и посадкой Як-38М.

### Проект «Орёл»
Хотя «Москва» была серьёзным шагом вперёд в строительстве авианесущих кораблей, было ясно, что её возможностей недостаточно, чтобы играть полноценную роль в операциях флота. Главной проблемой была невозможность осуществления полноценного истребительного прикрытия соединения. Советский флот сделал следующий шаг, разработав техническое задание на новый тип авианосца, способного нести самолёты.
В результате появился наиболее амбициозный советский авианосный проект под кодовым названием «Орёл». Это был проект атомного авианосца водоизмещением 80 000 т с 70 самолётами горизонтального взлёта на борту. Предполагалось, что авианосец будет нести многоцелевую авиагруппу американского типа, включающую истребители, штурмовики и самолёты дальнего радиолокационного обнаружения. В отличие от американских авианосцев, «Орёл» был вооружён противокорабельными ракетами, которые стали характерной чертой всех последующих советских проектов.
Главными сторонниками классических авианосцев были министр обороны маршал А. А. Гречко и министр судостроительной промышленности СССР Б. Е. Бутома. Среди противников больших авианосцев были главком ВМФ СССР С. Г. Горшков, делавший ставку на подводные лодки, и куратор военно-промышленного комплекса Д. Ф. Устинов.
Проект «Орёл» так и не был реализован. После смерти маршала Гречко министром обороны стал маршал Устинов, который не разделял увлечения Гречко большими авианосцами. Группа влиятельных военных, которая считала, что по критерию цена-эффективность маленькие авианосцы с самолётами вертикального взлёта более предпочтительны, заморозила дальнейшее развитие проекта. Вместо этого был предложен компромиссный вариант авианосца типа «Киев».

### Тяжёлые авианесущие крейсера типа «Киев»
Пока велась борьба за полноценный советский авианосец, разрабатывался промежуточный, «эволюционный» проект. Это был авианосец с водоизмещением 40 000 т и обычной силовой установкой, авиагруппа которого состояла из 20 вертолётов и 12 самолётов вертикального взлёта и посадки. Эффективность Як-38 оказалась невысокой, малое их количество не позволяло организовавать постоянный воздушный патруль, тем не менее, «Киев» был первым авианосцем, обеспечившим советскому флоту прикрытие с воздуха. «Киев» также имел в носовой части сильное ракетное вооружение, включавшее противокорабельные ракеты, ЗРК, ПЛРК и противолодочные бомбомёты.
Головной корабль, «Киев», был спущен на воду в конце 1972 года и вступил в строй в середине 1975 года. Затем последовал «Минск» (спущен в 1975 году, в строю с 1978 года) и «Новороссийск» (спущен в 1978 году, в строю с 1982 года). Последние два были отправлены на Тихоокеанский флот, вызвав озабоченность Запада советской морской экспансией в этом регионе.
Четвёртый и последний корабль серии, «Баку», был спущен на воду в 1982 году. Он использовался как экспериментальный корабль для отработки новых технологий контроля и управления, что задержало его ввод в строй до 1987 года. Главным новшеством был плоский трёхмерный радар с ФАР, который собирались поставить на кораблях последующих типов. К сожалению, конструкторам не удалось преодолеть технические проблемы, и радар не смог полностью проявить свой потенциал (включая высокоинтегрированные системы управления боем). В дальнейшем по политическим мотивам «Баку» был переименован в «Адмирал Горшков» и использовался как тестовая платформа для нового сверхзвукового самолёта с вертикальным взлётом Як-141.

### Тяжёлые авианесущие крейсера типа «Адмирал Кузнецов»
Первоначально «Киев» представлял собой промежуточный проект, необходимый до тех пор, пока не войдут в строй более мощные и полнофункциональные авианосцы. Однако политическая борьба вокруг проекта «Орёл» и растущая сила противников больших авианосцев затормозила дальнейшее развитие кораблей типа «Киев». Пятый корабль этого типа, оборудованный катапультами для запуска самолётов горизонтального взлёта, был одобрен в 1979 году, однако затем отложен.
В 1981 году министр обороны Устинов наблюдал за ходом учений «Запад-81» с борта авианесущего крейсера «Киев» и смог убедиться собственными глазами в ограниченности этого проекта. Это заставило его в конце концов поддержать дальнейшее развитие авианесущих кораблей. Конструкторские бюро начали прорабатывать различные варианты, начиная с положенного на полку «Орла» и кончая перепроектированием кораблей типа «Киев» в трамплинный авианосец. В конце концов был одобрен последний вариант.
Первый и второй корабли серии были названы «Тбилиси» и «Рига». Однако из-за антисоветских выступлений в этих городах в конце 1980-х годах они были переименованы в «Адмирал Кузнецов» и «Варяг».
Авианесущие крейсера типа «Адмирал Кузнецов» с обычной двигательной установкой имели полное водоизмещение около 60 000 т и впервые в СССР несли самолёты горизонтального взлёта. Это были морские модификации истребителей четвёртого поколения, такие как Су-27К (позднее переименованные в Су-33) и МиГ-29К, а также модифицированный Су-25 и несколько планировавшихся к разработке новых самолётов. На носу у «Адмирала Кузнецова» был трамплин с наклоном около 12°, который позволял обычным самолётам взлетать с относительно коротким разбегом. В дополнение к авиации на корабле были установлены 12 пусковых установок для противокорабельных ракет, зенитные ракетные комплексы и противолодочные бомбомёты РБУ-12000. Как и «Адмирал Горшков», «Адмирал Кузнецов» имел радар трёхмерного обзора с ФАР, однако на «Варяге» этого радара не было, поскольку от него пришлось отказаться из-за проблем с доводкой.
«Адмирал Кузнецов» был спущен на воду в 1985 году, политические события конца 1980-х годов отодвинули его принятие в строй до 1991 года, а полностью боеспособным он стал в 1995 году.
«Киев» сейчас функционирует в качестве отеля в китайском городе Тяньцзинь. В 2011 году авианосец полностью переоборудовали в роскошный отель на 148 номеров разной категории, в том числе и президентского класса, на что было потрачено около $15 млн. В комнаты для постояльцев были переоборудованы каюты матросов.
«Минск», изначально проданный по цене металлолома в Южную Корею, сейчас, в качестве аттракциона, выставлен в китайском городе Шэньчжэне.
«Новороссийск», в 1994 году продан за 4,314 млн долларов фирме «Янг Дистрибьюшн Компани» (Южная Корея). В январе 1996 года он был отбуксирован в порт Пусан где был разобран на металлолом.
«Баку» после полной перестройки введён в состав ВМС Индии в 2013 году в качестве авианосца «Викрамадитья».
«Варяг» был спущен на воду в 1988 году. Продан китайской компании Chong Lot Travel Agency Ltd за $20 млн, как было объявлено, для организации плавучего центра развлечений с казино. Сейчас корабль носит имя «Ляонин», и является первым действующим авианосцем КНР.

### Тяжёлый авианесущий крейсер «Ульяновск»
«Ульяновск» практически повторял проект «Орёл». Его водоизмещение составляло 75 000 т, взлёт самолётов впервые в советском флоте должен был обеспечиваться паровыми катапультами, а энергетическая установка впервые для авианесущих крейсеров предусматривалась атомной. Головной корабль был заложен на Черноморском судостроительном заводе в Николаеве в конце 1988 года, однако после августовских событий 1991 года, в ноябре, работы были остановлены и не возобновились. В феврале 1992 года авианосец был утилизирован.

## Российские авианесущие крейсеры (и авианосцы)
К началу XXI века у России был доставшийся от СССР только 1 действующий авианосец (авианесущий крейсер) «Адмирал Флота Советского Союза Кузнецов». К тому времени руководство Минобороны и страны не видело необходимости в авианосцах, тем более учитывая состояние ВПК. В 2009 году было решено заказать во Франции постройку УДК типа «Мистраль», но после провала этой идеи в 2014 году и сложившейся международной обстановки у России снова появилась заинтересованность в постройке полноценных авианосцев или хотя бы ТАВКР.
В результате, с учётом мировой практики, были начаты разработки проектов перспективных авианосцев и авианесущих крейсеров. Среди таких разработок, в том числе в качестве экспортных вариантов, представленных на уровне макетов были:
- многоцелевой тяжёлый атомный авианосец проекта 23000Э «Шторм» разработки Крыловского ГНЦ[22][23];
- лёгкий многоцелевой авианосец «Шторм-КМ» с корпусом полукатамаранного типа разработки Крыловского ГНЦ[24][25];
- тяжёлый атомный авианосец проекта 11430Э «Ламантин» разработки Невского ПКБ[26][27][28][29].

При разработке нового авианосца запланировано использование наработок и технологии по тяжёлому авианесущему крейсеру проекта 1143.7 «Ульяновск» и разработок накопленных при эксплуатации тяжёлого авианесущего крейсера проекта 1143.5 «Адмирал Кузнецов».
Эпопея с «Мистралями» подняла и вопрос разработки вертолётоносцев и десантных кораблей. В 2018-2019 гг. было обнародовано намерение не строить вертолётоносцы в чистом виде, а совместить их с универсальными десантными кораблями либо авианосцами.
В июле 2020 г. (изначально планировалось в июне) были заложены 2 вертолётоносца (УДК) проекта 23900: «Иван Рогов» и «Митрофан Москаленко». При этом не прояснена практическая возможность применения ВС РФ УДК ни типа «Мистраль», ни проекта 23900.